# Ubušínek
Ubušínek (německy Klein Ubuschin) je obec v okrese Žďár nad Sázavou v Kraji Vysočina. Žije zde 88 obyvatel. Historické jádro obce je vesnickou památkovou zónou.

## Historie
První písemná zmínka o obci pochází z roku 1390. Do 31. prosince 1924 náležela k obci i osada Nedvězíčko, ležící asi 1,5 km severovýchodně od obce na levém břehu Trhonického potoka. Vládním nařízením č. 315/1924 Sb. z. a n. ze 23. prosince 1924 však byla tato osada k 1. lednu 1925 od Ubušínka a země Moravské oddělena a přičleněna k obci Nedvězí v zemi České. Důvodem ke změně obecní, okresní a zemské příslušnosti byla žádost obyvatel Nedvězíčka, kteří to měli k obecnímu úřadu v Ubušínku více než 2 km. V letech 1960–1964 byl Ubušínek připojen k obci Ubušín, v letech 1964–1990 náležel k obci Sulkovec. Poté se Ubušínek opětovně osamostatnil.
Ubušínek je specifický v tom, že podle výsledků sčítání lidu z roku 2011 je obcí s nejvyšším podílem osob, hlásících se k Českobratrské církvi evangelické (41,3 % obyvatel obce).
| Rok            | 1869 | 1880 | 1890 | 1900 | 1910 | 1921 | 1930 | 1950 | 1961 | 1970 | 1980 | 1991 | 2001 | 2006 | 2014 |
| Počet obyvatel | 186  | 198  | 163  | 156  | 170  | 166  | 161  | 129  | 134  | 132  | 122  | 116  | 100  | 100  | 99   |

## Pamětihodnosti
- Hospoda
- Dům čp. 5
- Dům čp. 8

## Galerie

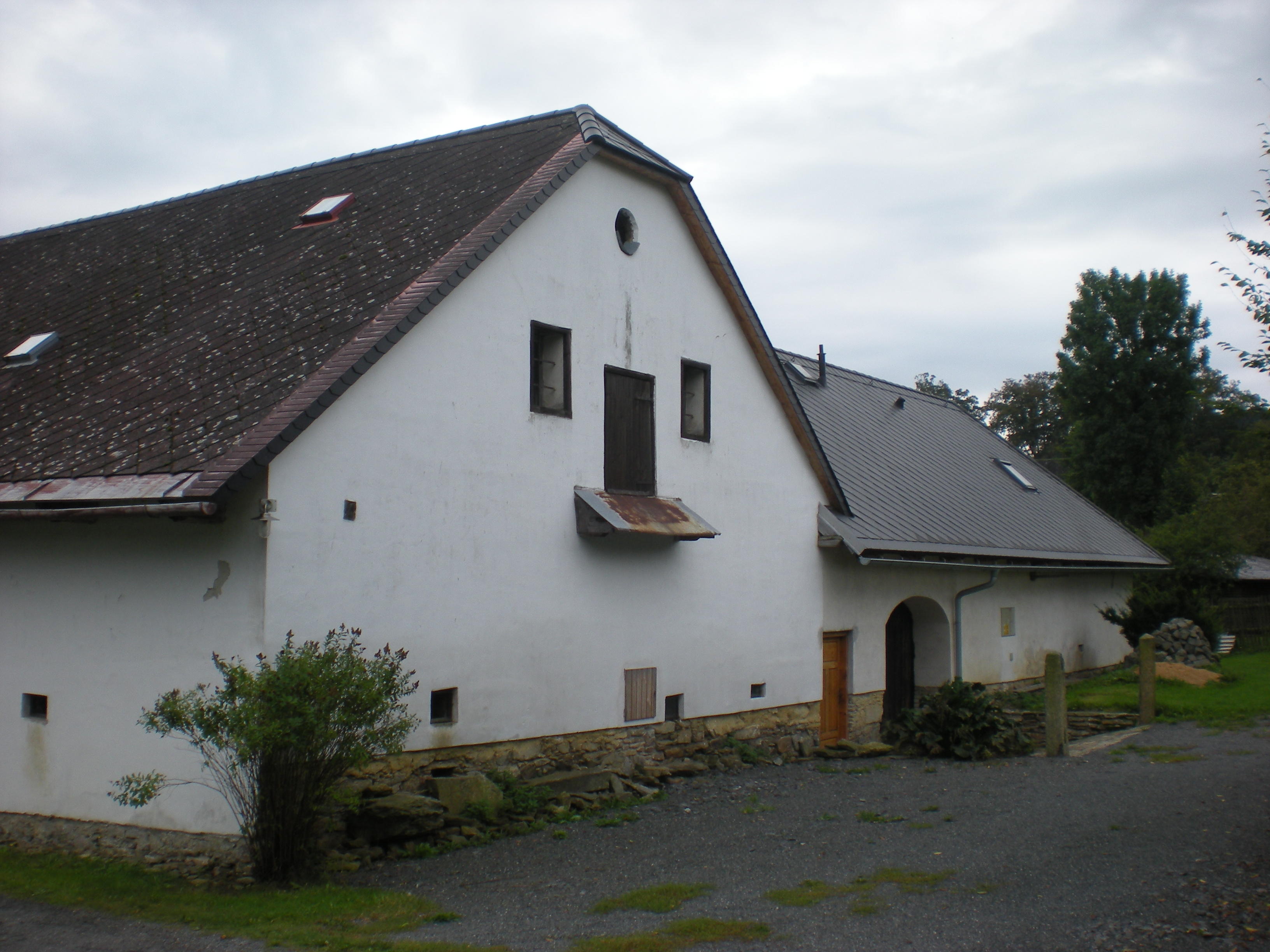
Usedlost čp. 1
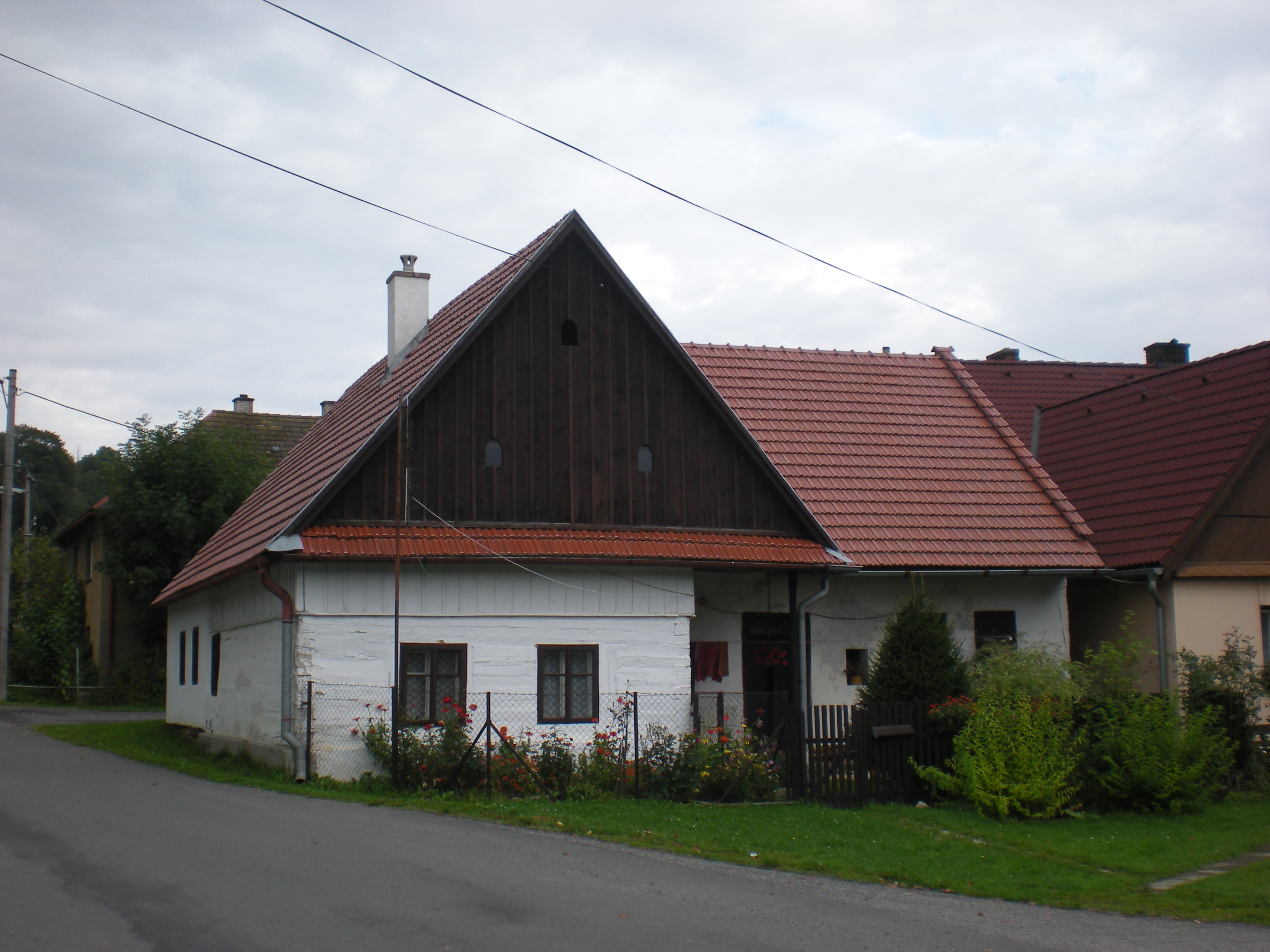
Dům čp. 11
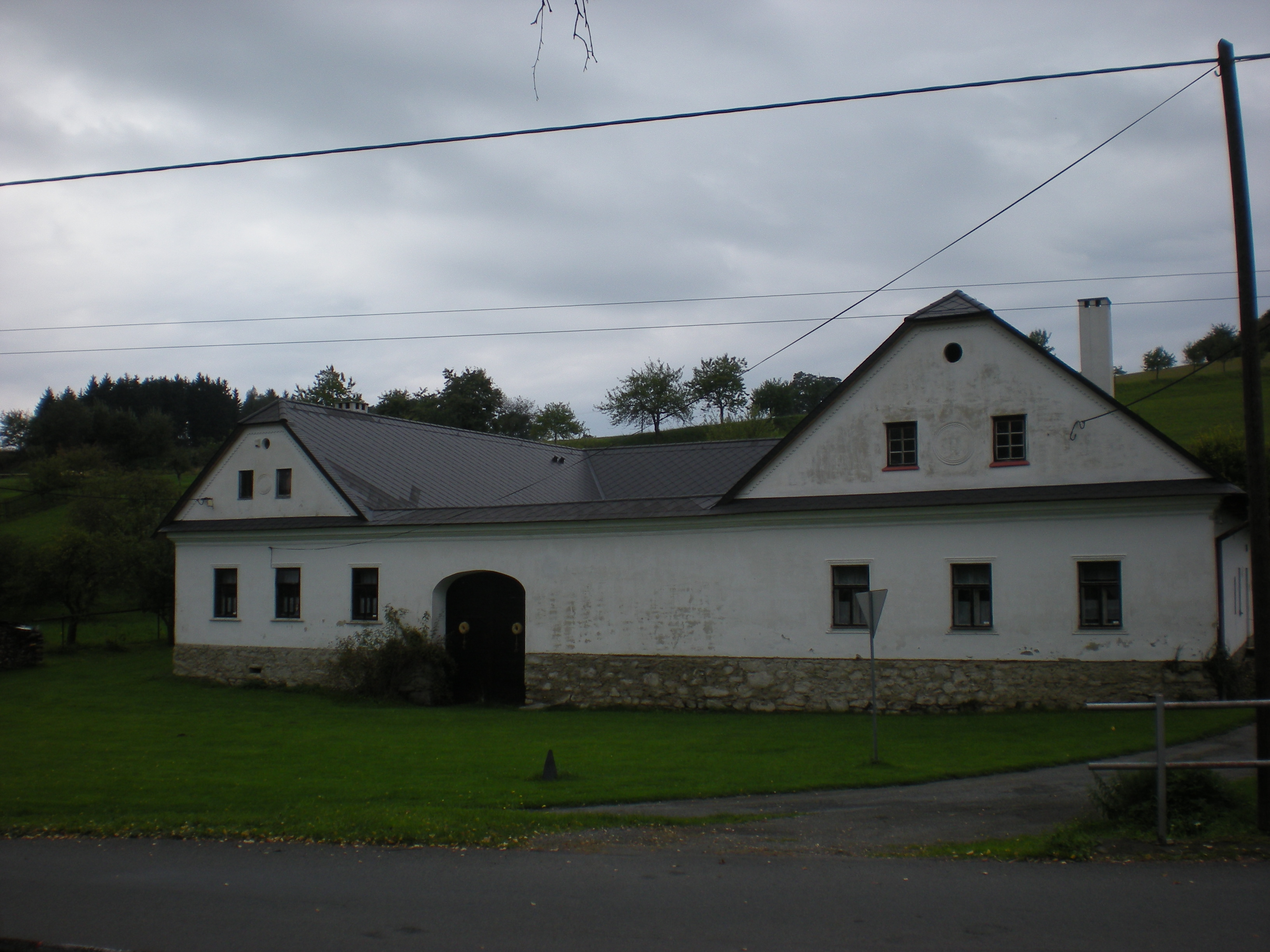
Čp. 1 a 42
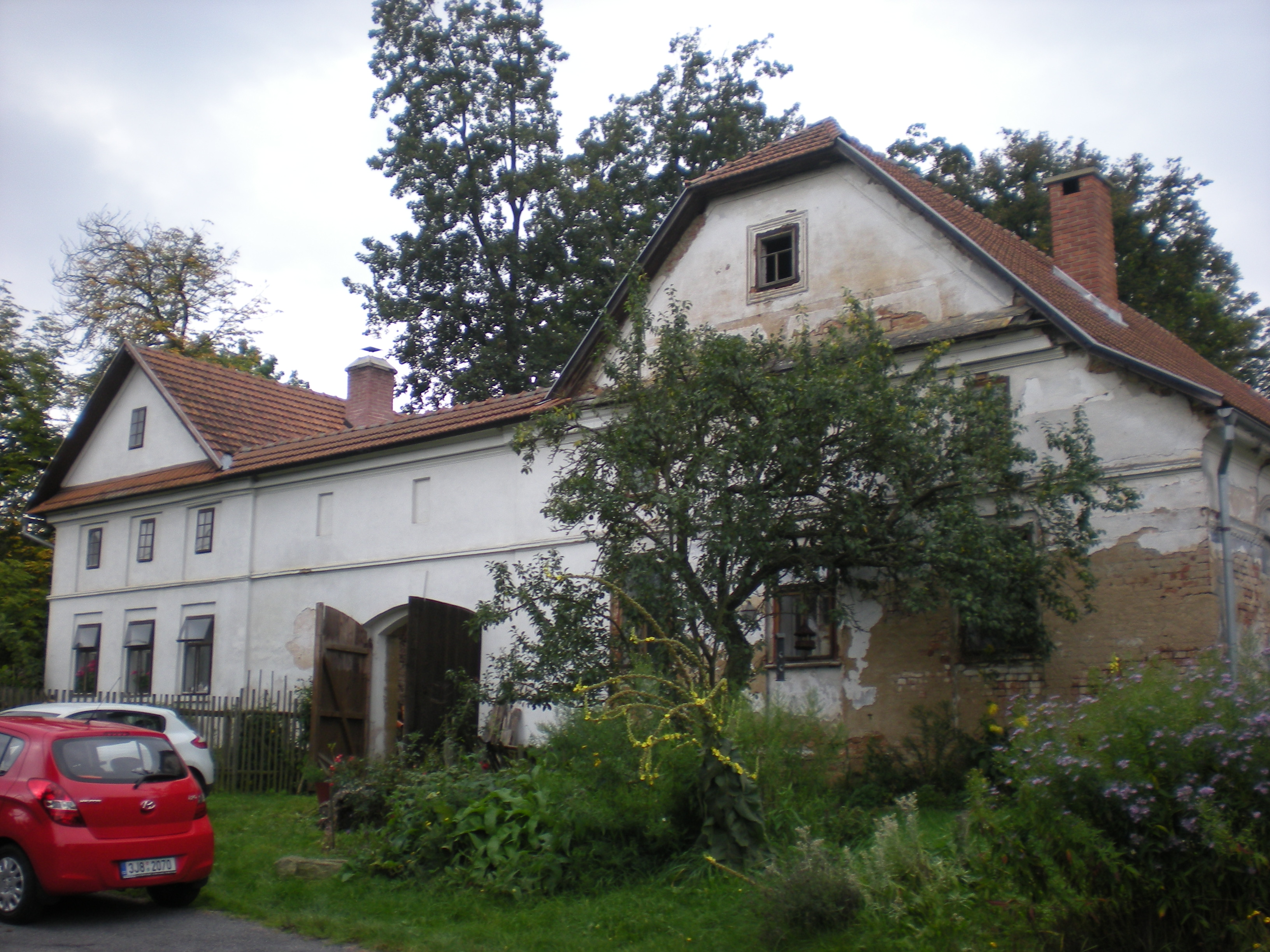
Usedlost čp. 4